# 羅茲托切國家公園
50°21′55″N 22°34′48″E / 50.3652°N 22.5801°E
羅茲托切國家公園是波蘭的國家公園，位於該國東部，由盧布林省負責管轄，始建於1974年，面積85平方公里，是接近190種鳥類的棲息地。

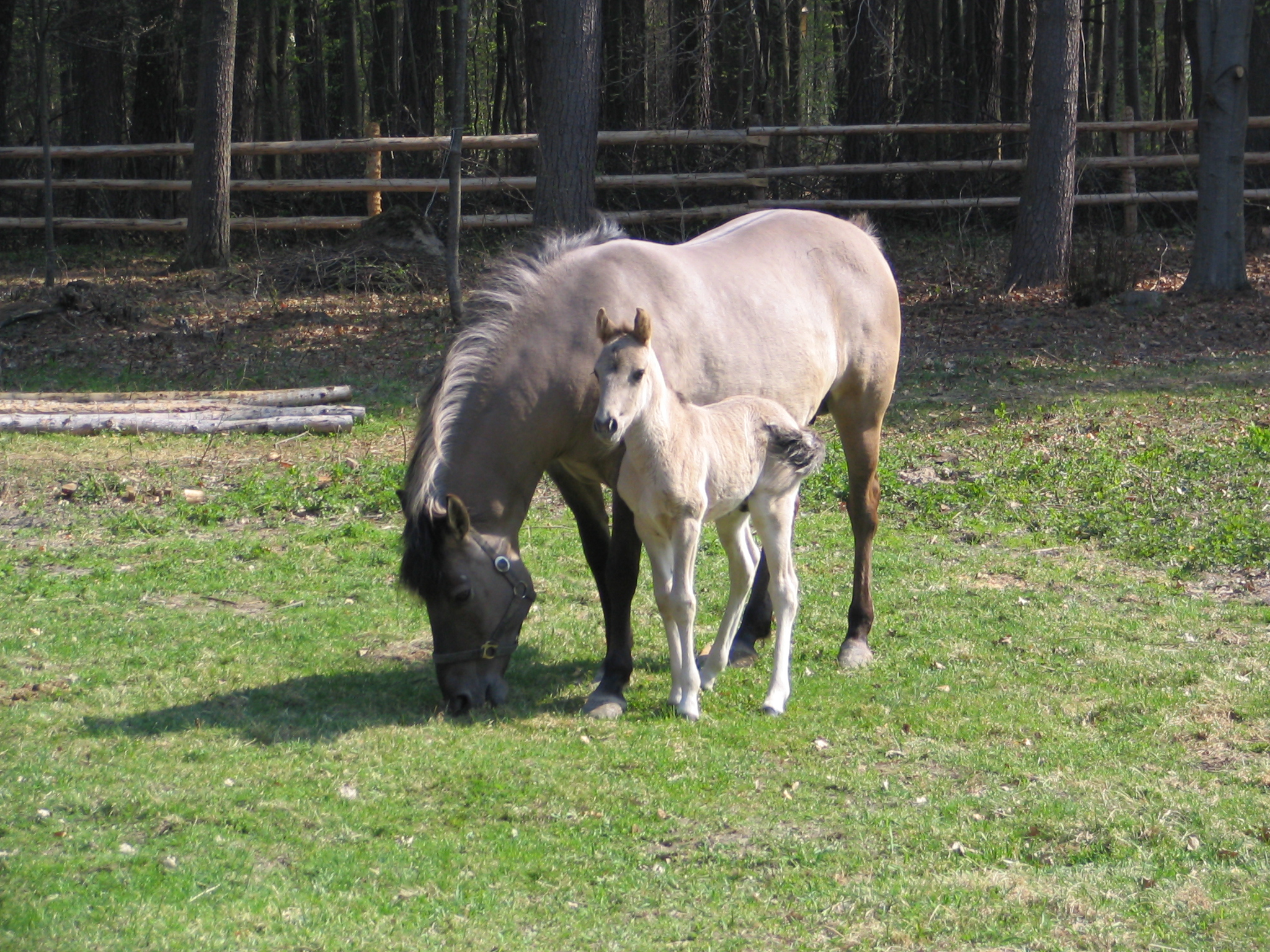

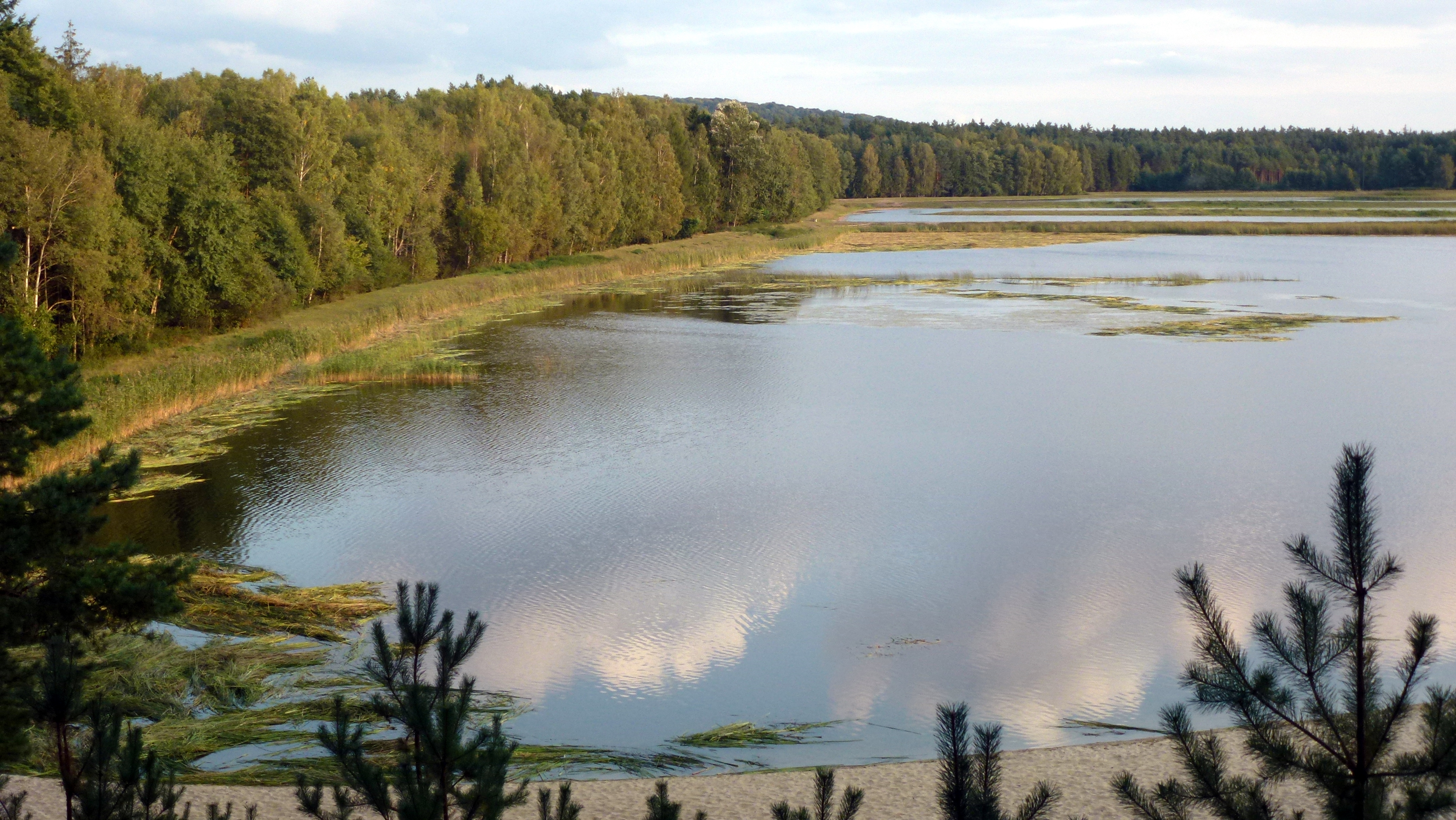

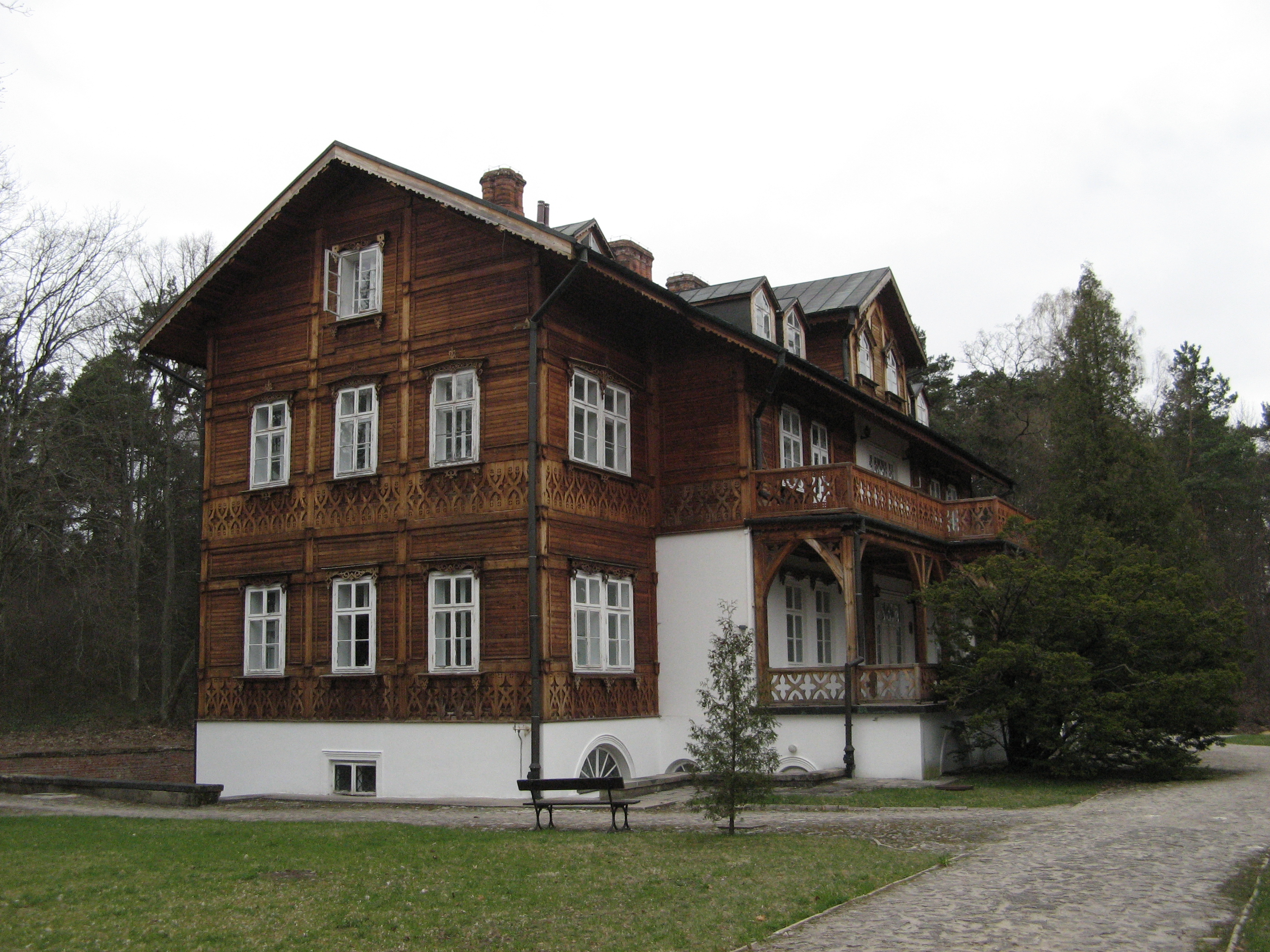

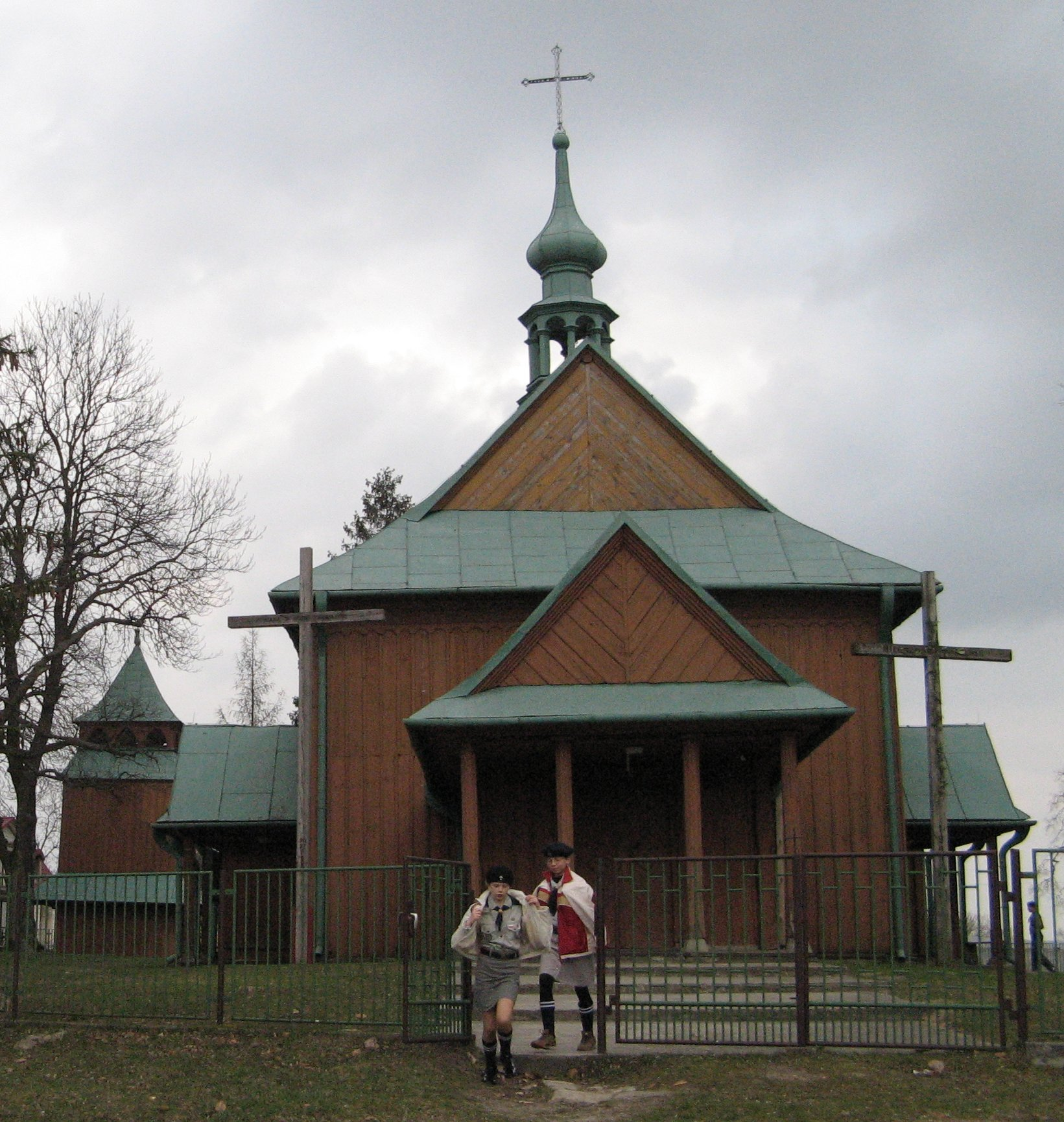

## 外部連結
- The Board of Polish National Parks